# Changement au village
Pour plus de détails, voir Fiche technique et Distribution.
Changement au village (ගම්පෙරළිය, Gamperaliya) est un film srilankais réalisé par Lester James Peries, sorti en 1945.
C'est l'adaptation du roman du même nom de l'écrivain srilankais Martin Wickramasinghe publié en 1944.

## Fiche technique
- Titre : Changement au village
- Titre original : ගම්පෙරළිය (Gamperaliya)
- Réalisation : Lester James Peries
- Scénario : Reggie Siriwardena d'après le roman de Martin Wickramasinghe
- Pays d'origine :  Sri Lanka
- Format : Noir et blanc - 35 mm - Mono
- Genre : drame
- Durée : 105 minutes
- Date de sortie : 1945

## Distribution
- Punya Hiendeniya : Nanda
- Henry Jayasena : Pryal Weliweli
- Wickrema Bogoda : Tissa
- Trelicia Gunawardena : Anula
- Gamini Fonseka : Jinadasa